# Phellinus rhamni
Phellinus rhamni är en svampart som först beskrevs av Bondartseva, och fick sitt nu gällande namn av H. Jahn 1967. Phellinus rhamni ingår i släktet Phellinus och familjen Hymenochaetaceae.   Inga underarter finns listade i Catalogue of Life.